# 施塔爾德山
46°15′43.95″N 8°1′13.43″E / 46.2622083°N 8.0203972°E

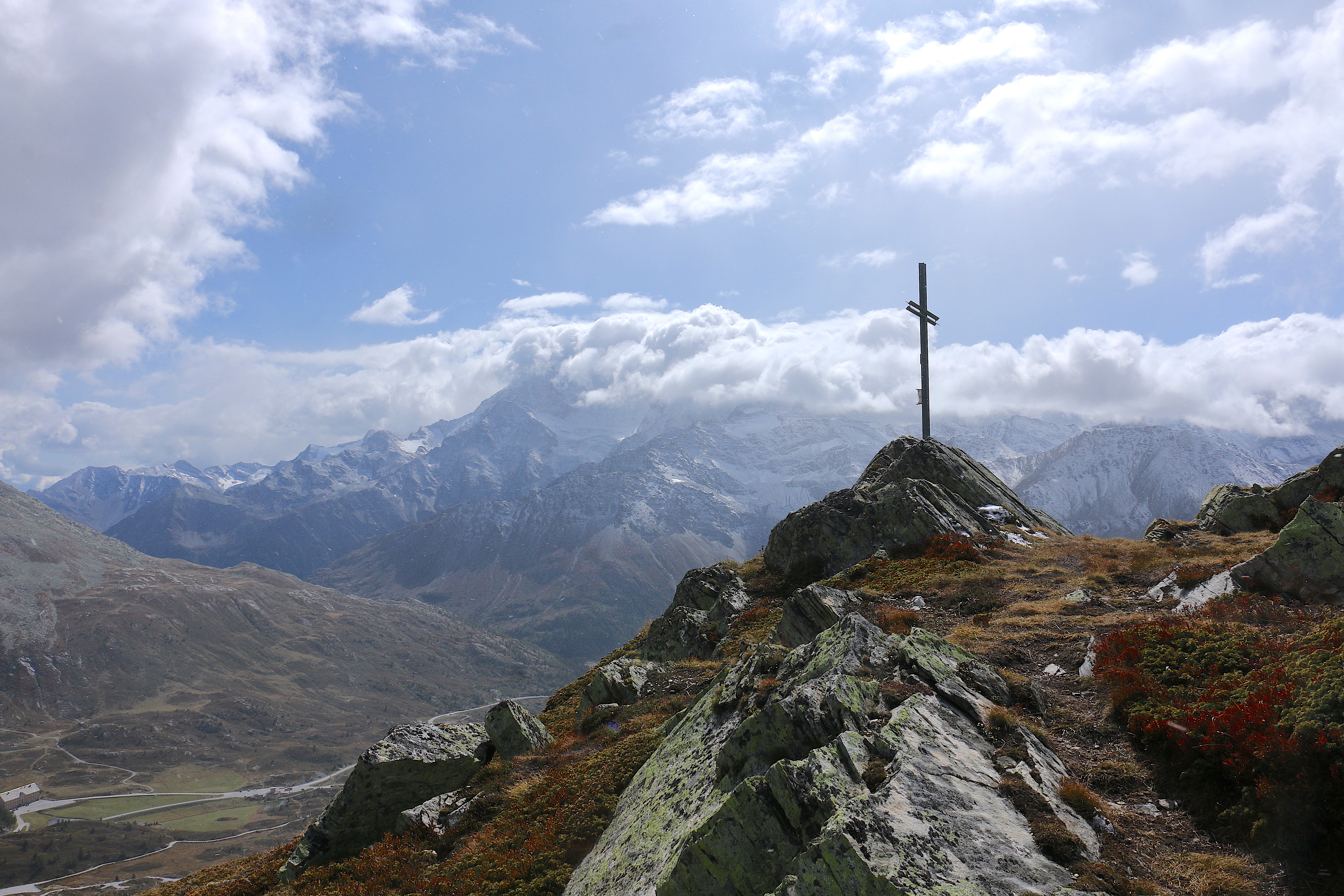

施塔爾德山（Staldhorn），是瑞士的山峰，位於該國西南部，由瓦萊州負責管轄，屬於本寧阿爾卑斯山脈的一部分，海拔高度2,463米，每年平均降雨量2,221毫米。